# 錫斯基尤小徑

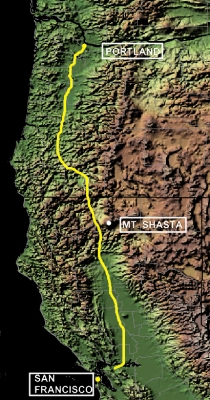
錫斯基尤小徑，从俄勒冈波特兰到加利福尼亚洛杉矶。

錫斯基尤小徑是连接美国西海岸的加利福尼亚州中央谷地和俄勒冈州威拉米特谷的一条历史交通路线，是现代5號州際公路的雏形。
这条路是在19世纪早期由哈德逊湾公司的猎人和皮草商沿着原住民的步道开拓而成。19世纪中叶，随着加利福尼亚淘金热的兴起，成千上万的淘金者沿着小径寻找财富。